# Čínský rozhlas pro zahraničí

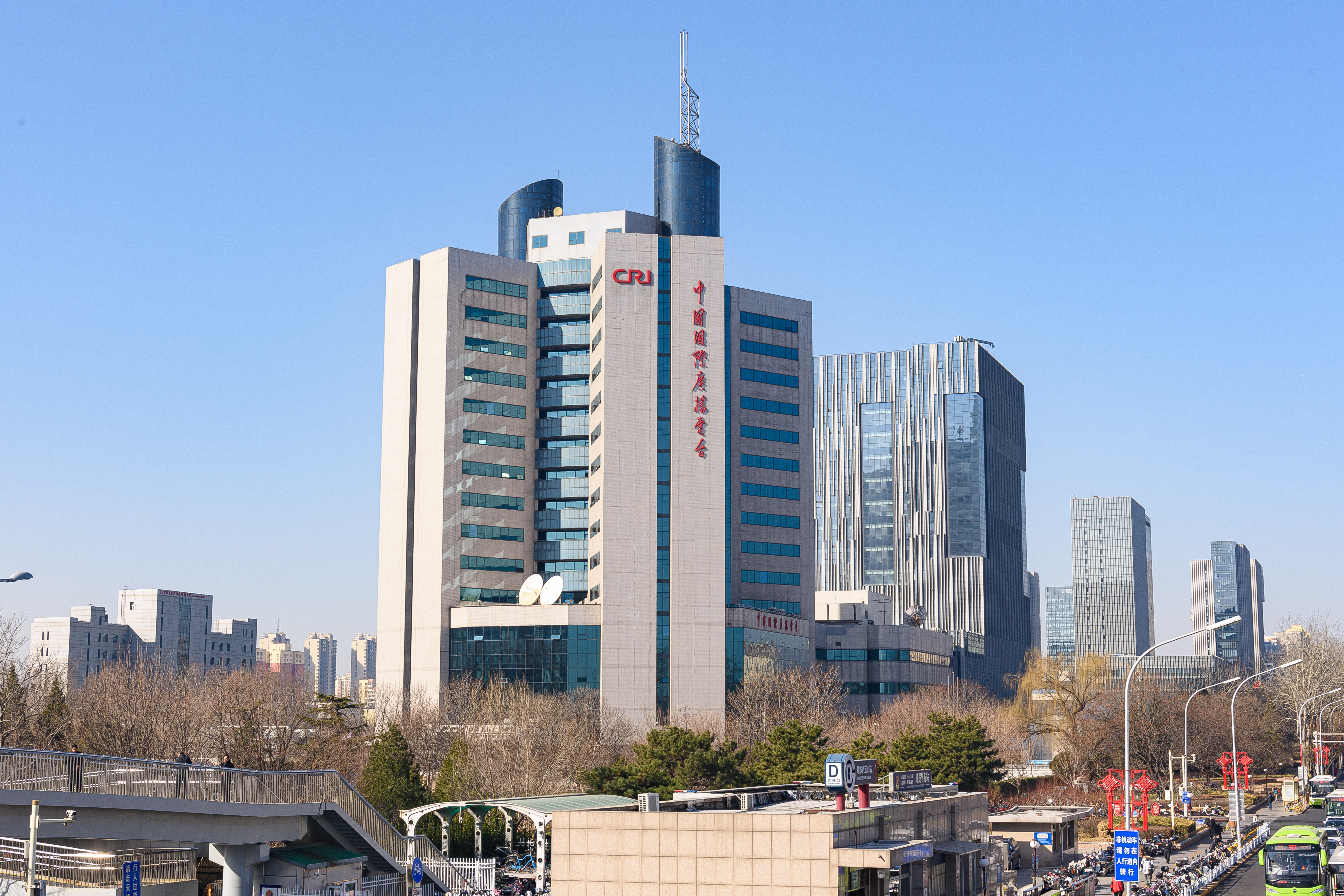
Sídlo rozhlasové stanice.

Čínský rozhlas pro zahraničí (oficiální zkratka CRI z anglického China Radio International, čínsky 中国国际广播电台, pinyin Zhōngguó guójì guǎngbō diàntái), bývalé Rádio Peking, je jediná rozhlasová stanice v Číně vysílající do celého světa.
Rádiová stanice zahájila svou činnost 3. prosince 1941, v současné době šíří svůj signál ve 43 jazycích po celém světě. Od 27. srpna 1968 vysílá Čínský rozhlas pro zahraničí také v češtině.

## Historie
První vysílání Čínského rozhlasu pro zahraničí, tehdy pod názvem Rozhlas Nová Čína, bylo uskutečněno 3. prosince 1941 v japonštině z Jen-anu. Vysílání směřovalo hlavně k japonským vojákům. První hlasatelkou se stala Japonka Hara Kijoši. Tehdejší studio bylo tvořeno pouze stroze vybavenou jeskyní a výkon vysílače činil pouhých 300 wattů.
V roce 1946, po vítězství nad Japonským císařstvím, čínská strana Kuomintang vyvolala pokračování občanské války. Vzhledem ke změnám v domácí politické situaci se Rozhlas Nová Čína přestěhoval z Jen-anu do okresu Še v provincie Che-pej. Tehdejší studio bylo umístěno v jeskyni u vesnice Ša-che, mělo však i nadále velmi jednoduché vybavení. V září roku 1946 pak odtud bylo zahájeno vysílání v angličtině. První hlasatelkou anglického vysílání byla Wej Lin. Výkon vysílače se zvýšil na 10 kilowattů, a tak už tehdy mohlo vysílání zřetelně poslouchat nemálo asijských zemí; za vhodných meteorologických podmínek byly pořady Rozhlasu Nová Čína slyšitelné dokonce i v zemích Evropy či Severní Ameriky. 1. října 1949 Rozhlas Nová Čína v živém vysílání přenášel vyhlášení vzniku Čínské lidové republiky.
V roce 1965, v té době pod názvem Rádio Peking, bylo šířeno vysílání v 27 cizích jazycích a 4 čtyřech dialektech čínštiny; v polovině 70. let již Čínský rozhlas pro zahraničí disponoval vysíláním ve 43 jazycích.
V zájmu toho, aby všestranněji a přesvědčivěji seznamoval posluchače s Čínou a se světem, začal Čínský rozhlas pro zahraničí od roku 1980 zakládat v zahraničí zpravodajské stanice, kterých má v současné době 29.
V roce 2006 Čínský rozhlas pro zahraničí zorganizoval akci s názvem Čínsko-ruská cesta přátelství. Zpravodajská skupina, složená z redaktorů Čínského rozhlasu pro zahraničí (CRI), tiskové agentury Sin-chua (Xinhua), Ústřední čínské televize (CCTV), ruské tiskové agentury ITAR-TASS (ИТАР-ТАСС) a dalších médií, se vydala na cestu z náměstí Tchien-an-men v Pekingu, ujela přes deset tisíc kilometrů a navštívila přes desítku ruských měst. Tato akce byla vysoce oceněna mj. ruským ministrem zahraničí Sergejem Lavrovem.
S rychlým rozvojem čínského vysílání do zahraničí CRI nyní denně vysílá ve 43 jazycích, a to po celkovou dobu přes 1 100 hodin. Z hlediska množství užívaných jazyků, dopisů obdržených od posluchačů i vysílací kapacity se CRI řadí mezi tři největší rozhlasové stanice na světě a je jednou z nejvlivnějších mezinárodních rozhlasových stanic.
Společně s překotným rozvojem internetu po celém světě usiluje Čínský rozhlas pro zahraničí i o vytvoření nového způsobu, jak informovat své posluchače. V současnosti se denně objeví na webových stránkách CRI online 210 hodin zvukových pořadů; počet návštěvníků stránek každý den přesahuje počet 8 miliónů.

## České vysílání
České vysílání Čínského rozhlasu pro zahraničí každý den nabízí půlhodinový program. Nejprve se vysílají desetiminutové zprávy, ve všedních dnech následuje pětiminutová poznámka k aktuálnímu dění. Po zpravodajství se vysílají jedna nebo dvě tematické relace (Čínské národnostní menšiny, Čínská kultura, Minikurs čínštiny aj.). Polední vysílání od 12.00 do 13.00 SEČ (od 13.00 do 14.00 středoevropského letního času) je slyšet na krátkých vlnách na frekvenci 15,225 kHz . Další frekvence a vysílací časy jsou uvedeny na webových stránkách stanice.

## Vysílání v ostatních jazycích
Mimo češtiny vysílá Čínský rozhlas pro zahraničí ještě v následujících dalších 42 jazycích:
| albánština angličtina arabština barmština bengálština bulharština čínština esperanto filipínština francouzština | hausa hindština indonéština italština japonština kazaština khmérština kyrgyzština korejština laoština | maďarština malajština mongolština němčina nepálština paštunština perština polština portugalština rumunština | ruština sinhálština srbština svahilština španělština tamilština thajština tibetština turečtina ujgurština | urdština vietnamština |